# スペック (企業)
株式会社スペックは、日本の人材派遣、資格教育、コンサルティング業者。ダイレクトマーケティングにより、資格育講座やウクレレ講座等を販売している。

## 沿革
一部を除き公式ウェブサイトより。
- 1997年9月：上村英樹が奈良県北葛城郡王寺町に合資会社スペックコーポレーションを設立。ガソリンスタンド向け人材派遣業と資格講習会業を開始。
- 1998年6月：大阪府大阪市平野区に営業本部として大阪事務所を開設。
- 2000年4月：大阪府大阪市平野区に株式会社スペックを設立。合資会社スペックコーポレーションの営業譲渡を行い事業を株式会社スペックに統合。
- 1999年6月：東京都渋谷区に東京事務所を開設。
- 2001年5月：大阪府大阪市平野区に株式会社スペックオペレーションを設立。ガソリンスタンドの運営受託部門を分社化。
- 2001年11月：人材派遣業と人材紹介業の認可を受ける。
- 2002年3月：東京都渋谷区にガルルキャピタル有限会社（現 株式会社スペックグループ）を設立。
- 2003年4月：米国カリフォルニア州フォスターシティー市に米国事務所を開設。
- 2004年6月：東京都港区に東京営業所を移転。東京支社と改称。
- 2004年11月：不動産会社JRSグループ（米国カリフォルニア州サニーベール市）の持株会社である「The Ryokan Resort, LLC」に資本参加し共同持ち株会社化。
- 2004年12月：東京都港区に鈴与株式会社との共同出資により鈴与DCマネジメント株式会社を設立。
- 2005年10月：大阪府大阪市北区に本店を移転。
- 2015年5月：大阪府大阪市北区に、夢を叶えるアフタースクール民間学童保育施設「なるには學問堂」を開設。
- 2015年11月：東京消防庁より関係法令の順守と災害発生防止対策の表彰状を受理。
- 2020年9月：大阪府大阪市北区に、天才ワークス株式会社を設立。

## 事業分野

### ブランディング事業
登録商標やストーリーを活用したブランド創りのコンサルティングを行っている。主に、中小企業や個人のブランド創りを設計から運用に至るまでを行っている。

### 人材サポート事業
主に、ガソリンスタンド向け人材派遣やアウトソーシングを行っている。関東圏と関西圏を中心に資格者や技術者を派遣し、店舗管理や代行営業を受託する。

### 教育サポート事業
- 「合格するまで面倒みます！」ブランドで、9つの国家資格の短期集中講座を行っている。東京、大阪を中心に、名古屋や福岡でも開催している。
- 「2時間でウクレレマスター♪」ブランドで、ウクレレスクールを大阪梅田（同社本社内）と東京紀尾井町で行っている。
- 「心學塾」ブランドで、主に経営者向けに経営哲学講座を行っている。新しい時代に適応するため「心」を磨き「創造力」を開発し「愛」を実践する”をコンセプトに2015年開講。「天の時」「地の利」「人の輪」「心の鏡」を理解し、仕事上でも「愛の実践」ができる人格を育てるため、偉人などの教えや考え方を参考に、経営や仕事、プライベートに生かせるよう学びと実践を促す。[1]
- 「着こなし美」ブランドで、スタイリスト西ゆり子のファッションスタイリング講座を行っている。
- 「日本史道場」ブランドで、歴史公演家黒田裕樹の歴史講座を行っている。

#### 学童保育事業
- 「なるには學問堂」ブランドで、大阪梅田（同社本社内）に天才を引き出す学童保育施設を運営している。平日の開園時間は15時〜20時であり、土曜日や長期休みは朝8時から利用可能となっており、「小1の壁」問題の解消等仕事と育児の両立を目指す働く親をサポートする目的のほか、子どもの天賦の才（天才）を拓くための多彩なプログラムが用意されている。[2]
  - 夢筆 ― 年に数回開催するビジョンマップの「夢筆（ゆめふで）」をつくるプログラムは、自分の〈○○になりたい〉夢を、カメの手足に絵や写真、文字などで書き込んでいく。そして、その〈なりたいもの〉になった時に助けたい人や喜ばせたい人についても書き添える。
  - 天才リスト ― 日常の学童保育において、指導員は『プログラムの最中も自由時間も、子どもに何かを強要はせず、どれくらいそれに熱中しているかを洞察することに集中する。そして、指導員が集まり月2回ほど行なう「天才会議」において、集中している子どもが放つエネルギーがオーラのように感じられたエピソードを、多数抽出し、子どもの将来の天職にまで可能性を広げて探り、リスト化する。卒園時には、子どもと保護者に「天才リスト」としてプレゼントしている。

夢筆、天才リストについて

### その他
- 「2時間でウクレレマスター♪」スクールの生徒で構成するウクレレユニット“大阪ウクレレスターズ”と"東京ウクレレスターズ"により音楽活動を行っている。

## 主要関連会社
- 株式会社スペックグループ（持株会社）
- 株式会社スペックオペレーション
- 天才ワークス株式会社